# Burg Pajrek
Die Burg Pajrek (deutsch Bayereck) war eine Höhenburg an der böhmisch-bayerischen Grenze, die heute nur noch als Ruine erhalten ist. Sie liegt südlich von Nýrsko im Künischen Gebirge linksseitig über dem Tal der Úhlava (Angel) auf dem Felssporn des Rantschers (Hraničář) in 620 m Höhe.

## Geschichte
Die erste schriftliche Erwähnung der von den Herren von Janowitz errichteten Burg erfolgte im Jahre 1356. Im 15. Jahrhundert befand sie sich im Besitz der Janovský z Janovic (Janowsky von Janowitz und Klenau), die die Burg als Raubrittersitz benutzten. Im Jahr 1472 wurde die Burg zur Strafe niedergebrannt. Jindrich Kostomlatský von Vřeskovice erwarb die Burg 1512 und ließ sie teilweise wieder herrichten. In der Folge nutzte Kostomlatský sie als Stützpunkt für Raubzüge, woraufhin er 1520 in Prag als Raubritter hingerichtet wurde. Im Jahre 1524 kaufte Johann Kotz von Dobrz die Herrschaft Bayereck mit dem Marktflecken Oberneuern auf und schlug sie seiner Herrschaft Bistritz an der Angel zu. Bereits 1556 war die Burg verlassen und im Verfall begriffen.

## Anlage
Burg Pajrek liegt auf einem Höhenzug, der südlich von Neuern verläuft. Im Norden und Süden fällt das Gelände steil ab, sodass ein natürlicher Schutz besteht. Zusätzlich dazu wurden Gräben in den Fels gehauen, um die Burg vor Angriffen zu schützen. Von der einstigen Anlage sind heute nur noch die Reste des prismenförmigen Hauptturms vorhanden, sowie die eines kleineren Turms mit quadratischer Grundfläche, die wohl durch eine Zugbrücke miteinander verbunden waren. Der Hauptturm, einer der größten Bauten dieser Art in Böhmen, hatte drei Stockwerke. Die Burgmauer, durch den Turm verstärkt, umgab die Fläche der Burg.

## Galerie

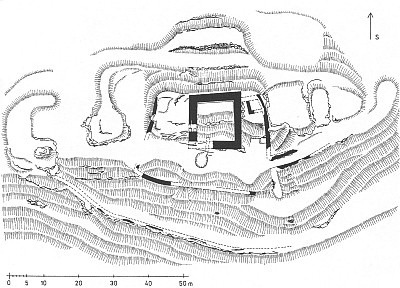
Grundriss der Ruine, 1900
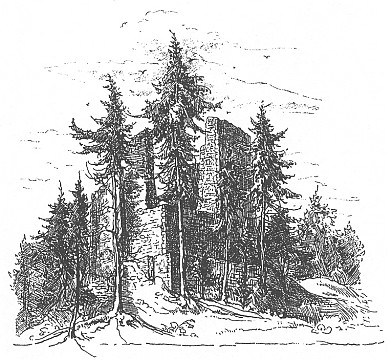
Zeichnung der Ruine von Max Kleiber, 1900
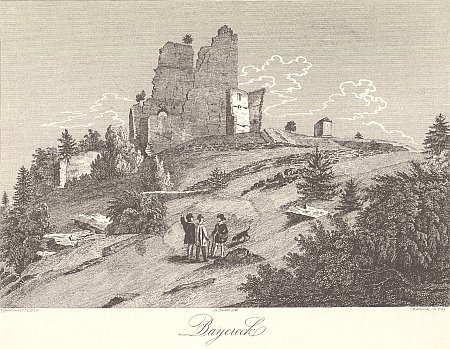
Bayereck, Zeichnung von Franz Alexander Heber, 19. Jh.
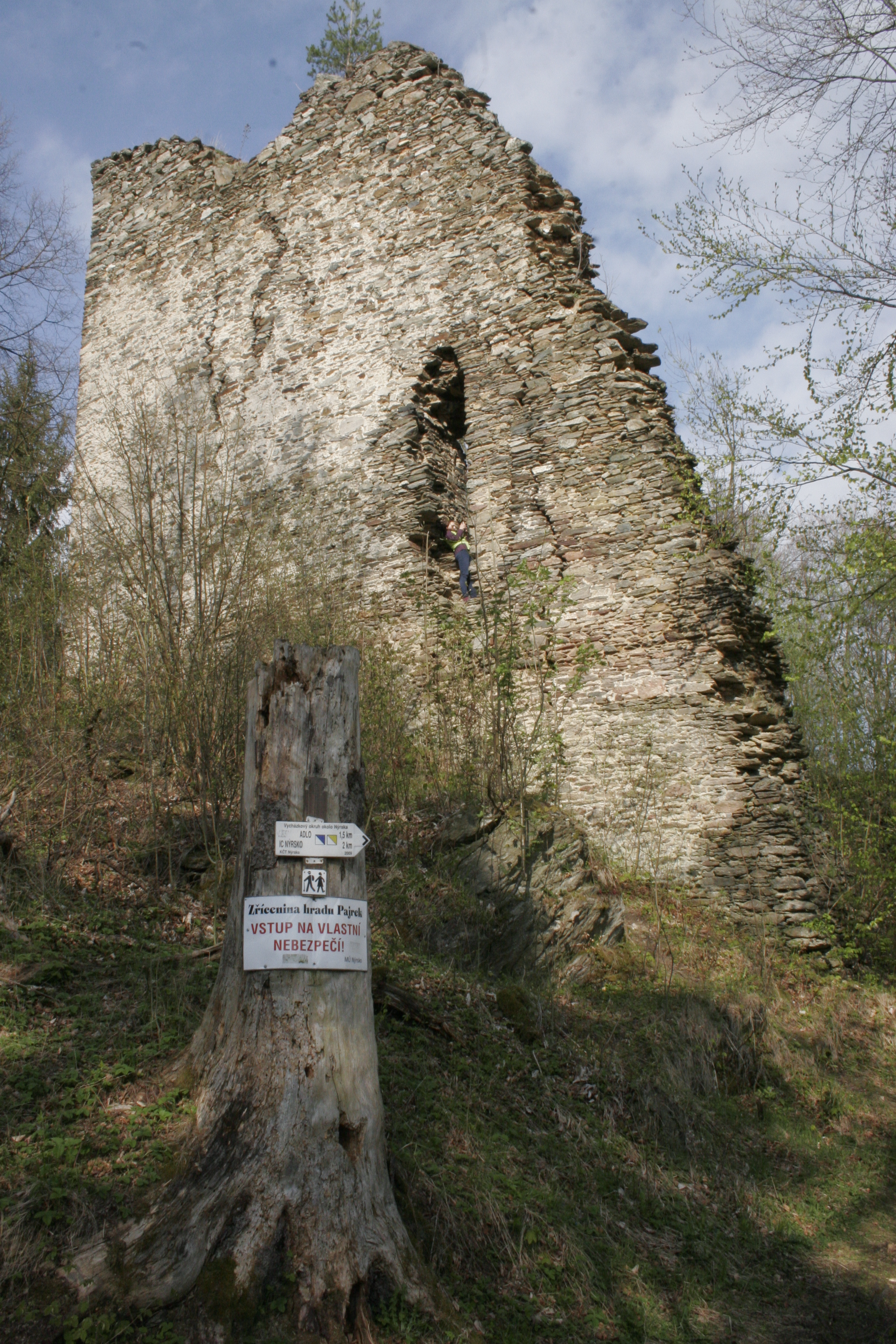
Hauptturm von Westen, 2017

## Verweise